# 末広栄二
末広 栄二（すえひろ えいじ、1961年12月24日 - ）は、ソーシャルメディア・コンサルタント。栃木県那須郡那須町湯本出身。栃木県立黒磯高等学校卒。

## 来歴
栃木県立黒磯高等学校卒業後、アメリカに2年間滞在し、通訳、広告代理店勤務、起業、レックス・ホールディングス、シャトレーゼを経て加ト吉に入社。加ト吉の事業統合に向けたブランディング・新社名策定を担当。コーポレートコミュニケーション部の部長を務める傍ら、twitterを駆使した広報活動で注目を集める。商品についてつぶやいたtwitterユーザーに対して気さくで駄洒落のきいたやりとりから生まれた言葉が、処女作「ツイッター部長のおそれいりこだし」のタイトルにも採用された。
生シネスクでは、(たまに)カメラ担当。ゲスト出演時は『カトキチ1号さん』と呼ばれている。
加ト吉(新社名:テーブルマーク)を希望退職している。
加ト吉の冷凍うどんから、釜あげうどんのチェーン展開をする丸亀製麺を展開する株式会社トリドールへ転職
株式会社トリドール　にて、社長付広報・業務推進担当を務めた後、現職の株式会社アッシュ・セー・クレアシオン／アンリ・シャルパンティエへ転職。
これまでのtwitterやfacebookなど、ソーシャルメディアを活用したブランディング手法をまとめた「売上を2倍にする! ソーシャルメディア 成功の方程式」を2013/6/26に出版。
本人曰く、「ソーシャルメディアの機能的な使い方や実践方法はほとんど書かれていない」。事実、社内コストの削減や現状把握と課題抽出といった原因を見つけ、ムリ・ムラ・ムダを排除しながらよい結果を出すという内容が主であるが、実際の具体的な数字は不明。しかし、この環境をつくらなければ、メディアを活用しきれず、売上も上がらないという観点からであり、実績をあげてきたその手法は全国各地から講師の依頼がくるほどである。

## テレビ
- 生シネスク

## ラジオ
- CBCラジオ『電磁マシマシ』準レギュラー

## 関連著書
- ツイッター部長のおそれいりこだし・末広栄二(著)
- 売上を2倍にする! ソーシャルメディア 成功の方程式